# Parentatio Rupes
La Parentatio Rupes è una struttura geologica della superficie di 4 Vesta.